# Themelthorpe
Themelthorpe is een civil parish in het bestuurlijke gebied Broadland, in het Engelse graafschap Norfolk met 65 inwoners.